# Willem B. Stern
Willem B. Stern (* 2. Dezember 1938 in Amsterdam) ist ein Schweizer Geochemiker und emeritierter außerordentlicher Professor der Universität Basel. Seine Fachgebiete sind Geochemie und Archäometrie.

## Leben
Stern besuchte die Schulen in Basel und studierte an den Universitäten Basel, Bern und Zürich. 1965 Promotion, ein Jahr später wurde er Mitarbeiter am Mineralogischen und Petrographische Institut der Universität Basel. 1973 habilitierte er sich an der Universität Basel und wurde 1983 zum a. o. Professor ernannt.
Stern spezialisierte sich auf den Gebieten analytische Geochemie und Archäometrie, einem interdisziplinären Gebiet zwischen Natur- und Geisteswissenschaften, und war bis zu seiner Emeritierung 2003 beruflich in mehreren Ländern unterwegs (Brasilien, Indien, Madagaskar, Mongolei). Er wirkte für in- und ausländische Institutionen als Gutachter. Zusammen mit Mitarbeitern publizierte er Arbeiten zur Anwendung instrumenteller Analysenmethoden auf den Gebieten Archäometrie, (Glas Keramik, Metalle), Gemmologie, Geochemie, Medizin, Mineralogie, Tonmineralogie, Umweltwissenschaften. Ein Schwerpunkt war die Entwicklung zerstörungsfreier Analysenverfahren. Stern war Mitglied nationaler und internationaler wissenschaftlicher Gesellschaften und während 25 Jahren Vorstandsmitglied des universitären Studentenheimes. Stern ist Mitglied der Schweizerischen Kammer technischer und wissenschaftlicher Gerichtsexperten.